# Литература Боснии и Герцеговины
Литература Боснии и Герцеговины в настоящее время развивается преимущественно на боснийском языке; древнейшие сохранившиеся письменные образцы словесности в Боснии и Герцеговине относятся к XII—XV векам.

## История

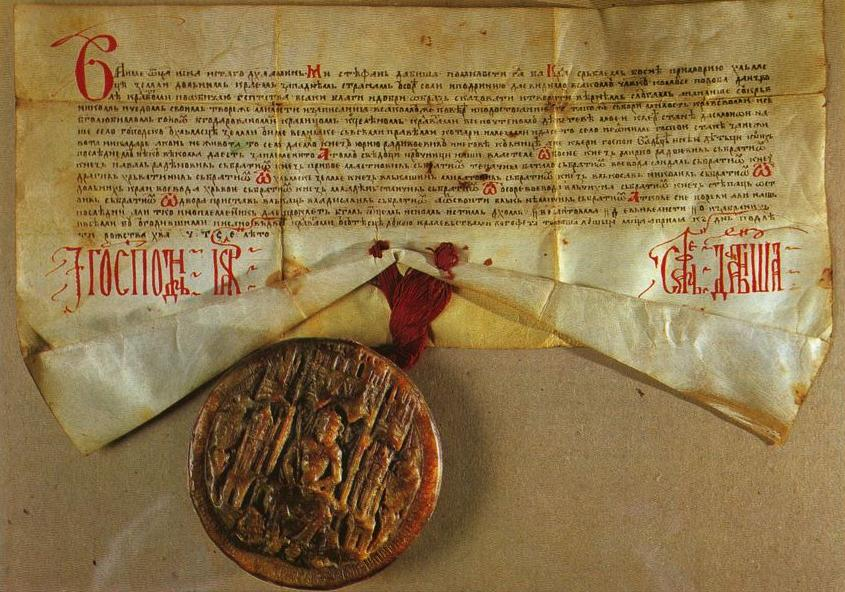
Устав короля Дабиши

### Средневековье
Ранняя литература Боснии и Герцеговины имеет преимущественно церковный уклон и уходит корнями к деятельности славянских просветителей Кирилла и Мефодия, написана преимущественно глаголицей и босанчицей. Сохранились письменные образцы XIV—XV веков: Дивошево Четвероевангелие, грамота короля Степана Дабиши, Хвалов сборник. В Библиотеке Российской академии наук хранится и более древний документ — Грамота бана Кулина, написанная 29 августа 1189 года. К литературным памятникам относят также эпитафии на стечках, посвящённые темам жизни и смерти.

### Османский период

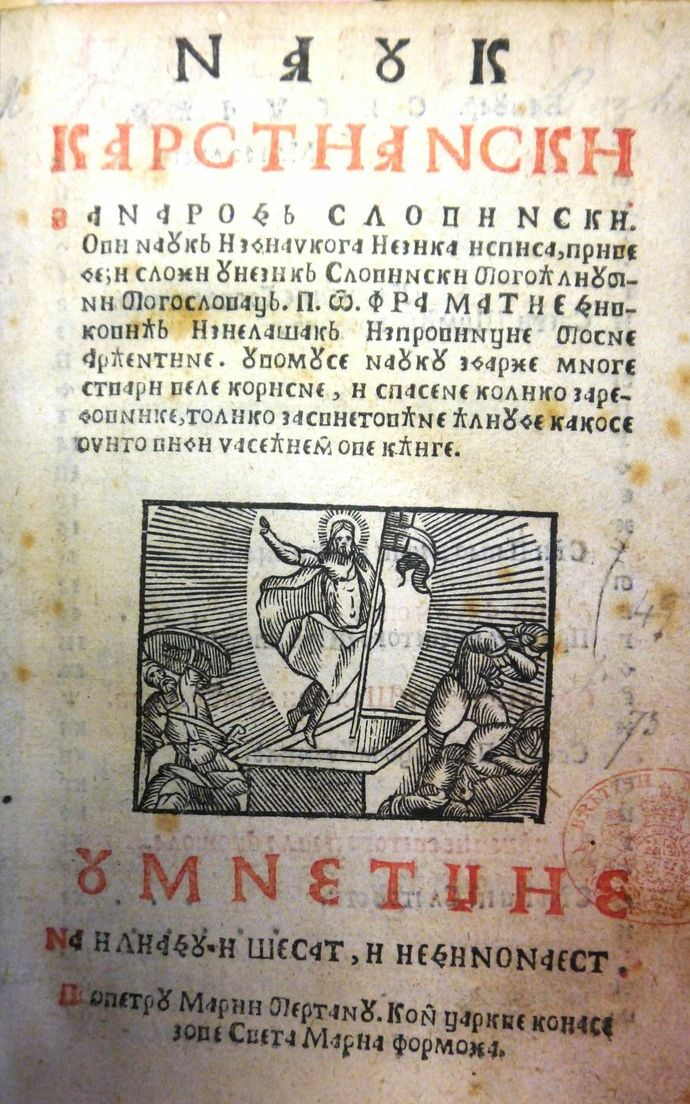
Матия Дивкович, «Крестьянская наука для славянских людей» (Венеция, 1611 год; отпечатано босанчицей)

После завоевания Боснии Османской империей литература здесь сосредоточилась, в основном, в местных религиозных общинах и создавалась на арабском, турецком, персидском и хорватском языках. Также в общинах Травника и Сараева сефарды писали еврейские религиозные тексты на иврите и ладино; представляют интерес и сефардские романсы и пословицы, собирателем которых стал Давид Камхи (1834—1920).
Писали и на боснийском языке с использованием арабского алфавита.
На хорватском языке латиницей и босанчицей писали хорваты-францисканцы, среди них Матия Дивкович, Иван Бандулавич, Иван Анчич, Ловро Шитович, Филип Ластрич и другие.
На турецком языке писали Адни, Дервиш-паша Баезидагич, Мухамед Неркесия, Херсекли Ариф Хикмет, Мула Мустафа Бешеския и другие. Разные учёные насчитывают до 130—200 литераторов и учёных мусульман-боснийцев этого периода; писали они, в основном, на турецком, в меньшей степени на иранском и в единичных случаях — на арабском.

### Австро-Венгерский период
После оккупации Боснии и Герцеговины Австро-Венгрией турецкое влияние снизилось, литераторы начали знакомиться с достижениями европейской словесности. Веяние иллиризма отразилось на развитии творчества хорватских писателей-францисканцев (Йован Юкич, Грго Мартич, Мартин Недич), романтизм нашёл своё отражение в творчестве сербских писателей (Сима Милутинович-Сарайлия), боснийские мусульмане продолжали обращаться к религиозной тематике (Муса Чатич).
В 1850 году Йован Юкич начал выпускать первый боснийский литературный журнал «Боснийский приятель» (босн. Bosanski prijatelj.
Среди других значимых литераторов этого времени Алекса Шантич, Йован Дучич, Петар Кочич, Мехмед-бег Капетанович-Любушак и другие.

### Современность

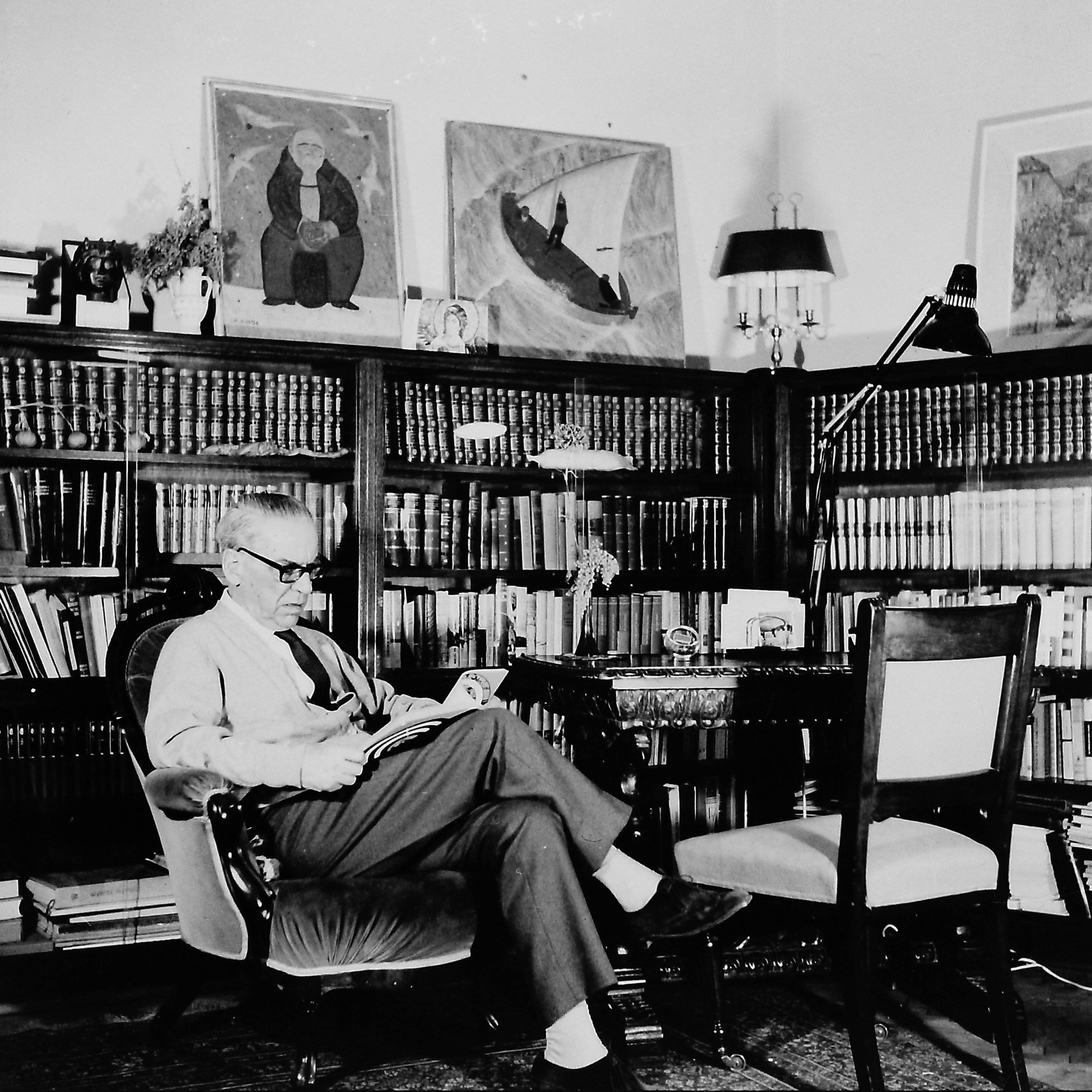
Иво Андрич

В XX веке в литературе Боснии и Герцеговины господствовал реализм. Видным представителем боснийского реализма является Бранко Чопич. Стал также развиваться социально-критический реализм (Новак Симич, Хасан Кикич.
Меша Селимович и Скендер Куленович стояли у истоков новой мусульманской литературы Боснии и Герцеговины.
В 1946 году был создан Союз писателей Боснии и Герцеговины.
Международного признания удостоились боснийские писатели Меша Селимович и лауреат Нобелевской премии Иво Андрич.
Среди других известных современных боснийских писателей Мак Диздар, Изет Сарайлич, Чамил Сиярич, Джевад Карахасан, Иван Ловренович, Предраг Матвеевич, Семездин Мехмедонович, Миленко Ергович, Горан Симич, Ясна Самич, Абдула Сидран и другие.

## Фольклор
Фольклор Боснии и Герцеговины представлен, в основном устной традицией. Встречаются как краткие формы (загадки, пословицы), так и объёмные эпические произведения. Помимо эпоса поэтический фольклор представлен лирическими песнями и балладами. В прозе встречаются сказки, рассказы о животных, о смешном, о небывальщине, анекдоты, а также легенды и предания.

### Лирические песни
Особое место в жанре лирической песни Боснии и Герцеговины занимает севдалинка (песня о любви, от турецкого sevda — любовь, страсть), сформировавшаяся под влиянием восточной культуры, которая пришла в Боснию после завоевания той Османской империей. В севдалинке восточные мотивы наложились на славянские традиции, и в результате получился самостоятельный жанр.
Помимо севдалинки, большое распространение получили песни свадебные, колыбельные и шуточные.

### Романсы и баллады
Тематически баллады Боснии и Герцеговины можно разделить на шесть групп: о невезучей девушке, о смерти разлучённых влюблённых, о несчастливой невесте, о несчастных супругах, о скорбящих родителях и о различных конфликтах в семье. Также широкую популярность приобрели песни о смерти братьев Морич, о смерти осуждённого Ибрагим-бега, о смерти Хифзи-бега Думишича. Наиболее известной боснийской и южнославянской балладой является хасанагиница.

### Эпос

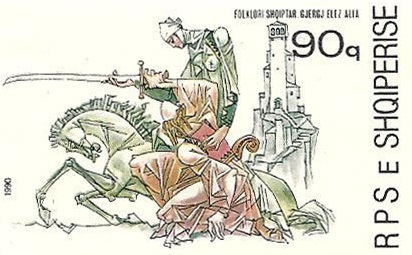
Марка Албании с Алиёй Джерзелезом

Наиболее известным героем эпоса в центральной Боснии является Алия Джерзелез; о нём и его подвигах написано больше, чем о любых других героях. Он является единственным боснийским богатырём, который спит вековым сном, чтобы проснуться в наиболее трудный для отечества момент и прийти родине на помощь.
Также известен такой герой, как Будалин Тале (Budalin с боснийского — дурак), чей образ противопоставляется сказочному облику классического эпического героя: и одежда у него потрёпанная, и особого оружия у него нет, да и другими волшебными свойствами он не наделён, при этом его образ гораздо ближе к образу простого человека. Также Тале — шутник и балагур, может себе позволить говорить то, что обычно говорить нельзя или не принято. Среди других героев эпоса Боснии и Герцеговины также стоит упомянуть Муйо Хрнича.
Известными исследователями и собирателями боснийского эпоса были Фридрих Краусс и Лука Марьянович, а также Герхард Геземан, Милмэн Пэрри, Алоис Шмаус и Дженана Бутурович.

### Устная проза
Серьёзное влияние на устную прозу Боснии и Герцеговины оказал ислам и исламская литература, при этом характерно заимствование не только тем и мотивов: например, известный восточный герой Ходжа Насреддин прочно занял своё место и в боснийских повествованиях. Устная боснийская проза, тем не менее, изучена недостаточно, исследования в этой области продолжаются. Среди известных собирателей и исследователей — Никола Тординац, Камило Благаич, Вук Врчевич и Алия Наметак.